# Idol (singel BTS)
„Idol” – koreański singel południowokoreańskiej grupy BTS, wydany 24 sierpnia 2018 roku. Utwór promował kompilację Love Yourself: Answer. Piosenka zdobyła złoty certyfikat RIAA za sprzedaż ponad 500 000 egzemplarzy.
Alternatywna wersja piosenki, z gościnnym występem Nicki Minaj, została również dołączona jako dodatkowy utwór cyfrowej wersji albumu Love Yourself: Answer. Japońska wersja tego utworu pojawiła się na singlu „Lights/Boy With Luv” 3 lipca 2019 roku.

## Lista utworów
Singel koreański
| CD | CD           | CD                                                         | CD        | CD      |
| Nr | Tytuł utworu | Słowa i muzyka                                             | Produkcja | Długość |
| -- | ------------ | ---------------------------------------------------------- | --------- | ------- |
| 1. | „IDOL”       | "hitman" bang, Ali Tamposi, RM, Roman Campolo, Supreme Boi | Pdogg     | 3:43    |

## Notowania
| Lista                                | Najwyższa pozycja |
| ------------------------------------ | ----------------- |
| Australia (ARIA Charts)              | 35                |
| Estonia (Eesti Ekspress)             | 38                |
| Węgry (Single Top 40)                | 2                 |
| Irlandia (IRMA)                      | 33                |
| Japan Hot 100 (Billboard)            | 11                |
| Malezja (RIM)                        | 1                 |
| New Zealand Hot Singles (RMNZ)       | 2                 |
| Szkocja (Official Charts Company)    | 10                |
| UK Singles (Official Charts Company) | 21                |
| Top 30 RIAS                          | 1                 |
| Słowacja (Singles Digitál Top 100)   | 61                |
| EMA Top 10 Airplay                   | 5                 |
| Gaon Weekly Digital Chart            | 1                 |
| K-pop Hot 100                        | 1                 |
| Hiszpania (Promusicae)               | 86                |
| Szwecja (Sverigetopplistan)          | 86                |

| Lista                                  | Najwyższa pozycja |
| -------------------------------------- | ----------------- |
| Argentina Hot 100                      | 48                |
| Argentyna (Monitor Latino)             | 14                |
| Ö3 Austria Top 40                      | 26                |
| Ultratop 50 Singles (Belgia)           | 26                |
| Canadian Hot 100                       | 5                 |
| SNEP (Francja)                         | 22                |
| Finland Digital Song Sales (Billboard) | 1                 |
| Niemcy (Official German Charts)        | 43                |
| Greece Digital Songs (Billboard)       | 1                 |
| Włochy (FIMI)                          | 88                |
| Japan Hot 100 (Billboard)              | 47                |
| Mexico Ingles Airplay (Billboard)      | 24                |
| Single Top 100 (Holandia)              | 96                |
| Portugalia (APF)                       | 47                |
| Gaon Weekly Digital Chart              | 86                |
| K-pop Hot 100                          | 10                |
| Sweden Digital Songs (Billboard)       | 1                 |
| Schweizer Hitparade                    | 45                |
| Billboard Hot 100                      | 11                |

### Nagrody w programach muzycznych
| Program                   | Data             | Źródło |
| ------------------------- | ---------------- | ------ |
| Music Bank (KBS2)         | 31 sierpnia 2018 | [ 25 ] |
| Music Bank (KBS2)         | 7 września 2018  | [ 26 ] |
| Music Bank (KBS2)         | 14 września 2018 | [ 27 ] |
| Inkigayo (SBS)            | 2 września 2018  | [ 28 ] |
| Inkigayo (SBS)            | 9 września 2018  | [ 29 ] |
| Inkigayo (SBS)            | 16 września 2018 | [ 30 ] |
| Show Champion (MBC Music) | 5 września 2018  | [ 31 ] |
| Show Champion (MBC Music) | 12 września 2018 | [ 32 ] |